# 주양초등학교
주양초등학교는 대한민국 부산광역시 사상구 주례동에 있는 공립 초등학교이다.

## 학교 연혁
- 2006년 6월 5일: 개교
- 2013년 10월 1일: 인조잔디 운동장 개장식(준공식) 개최

## 학교 구조
주양초등학교는 운동장과 본관이 분리되어 있는 구조이다. 본관과 운동장은 연결다리로 연결되어 있다.

## 참고 자료
- 주양초등학교 - 한국교육학술정보원 학교알리미